# Seminario Santa María de los Ángeles
El seminario Santa María de los Ángeles es un antiguo monasterio franciscano del siglo XV, que pasó a ser residencia privada de los marqueses de Peñaflor a partir de la desamortización española en el siglo XIX y además fue seminario durante un breve periodo de tiempo entre 1957 y 1971. Tras varias décadas de abandono, en agosto de 2021 fue reconvertido en el centro de reinserción social San Gabriel. 
Se encuentra ubicado en el parque natural Sierra de Hornachuelos, provincia de Córdoba, Andalucía. Se ubica en un risco junto al embalse de Bembézar.

## Historia
En 1487 el papa Inocencio VIII autorizó la creación de los primeros monasterios en la comarca. El origen de este emplazamiento comienza el 14 de abril de 1490, cuando fue fundado un convento franciscano por fray Juan de la Puebla, II conde de Belalcázar. Se construyó la iglesia, bajo advocación de la Virgen de los Ángeles, así como pequeñas celdas de barro para los monjes a su alrededor. En 1494 el retiro religioso fue visitado por los Reyes Católicos, quienes concedieron a los monjes «todas las partes é montañas que hay yendo de Hornachuelos luego como se mira al convento por todo el río arriba hasta la vuelta que hace con todos sus valles é aguas vertientes por una y otra parte del río», mientras que Felipe II también lo visitó en 1570 y subvencionó cuatro celdas que fueron denominadas «el cuarto del Rey». En su etapa como monasterio sufrió tres incendios: en 1498, en 1543 y en 1655. En 1662 fray Andrés de Guadalupe escribió la Historia de la Santa Provincia de los Ángeles.
En 1836 los monjes abandonaron las instalaciones hasta la iglesia de Santa María de las Flores de Hornachuelos debido a la desamortización de Mendizábal, y en 1845, el monasterio fue comprado por Agustín Díaz y Armero, oriundo de Écija, quien a su vez lo vendió a los marqueses de Peñaflor en abril de 1884. Los marqueses convirtieron el edificio en una finca de recreo, especialmente para la caza, dejando únicamente los muros principales. Más tarde, la marquesa de Peñaflor donó el espacio a la Diócesis de Córdoba con la promesa de que fuera convertido en un seminario, evento que finalmente ocurrió en verano de 1957. Fue ampliado durante el curso de 1962-63 por el arquitecto Carlos Sáenz de Santamaría, dejando únicamente la capilla original. En 1971 los seminaristas fueron trasladados, al igual que numerosos muebles e imágenes, como la custodia realizada con las joyas de la marquesa, hasta el Seminario de San Pelagio en Córdoba, y el seminario quedó abandonado.
En marzo de 2014 el Tribunal Superior de Justicia falló a favor de la Diócesis de Córdoba sobre la titularidad del complejo religioso. En octubre de 2019 se anunció la creación de un centro de reinserción social, por lo que la recuperación del espacio se realizó por fases debido a su gran tamaño. Tras unos años de obras, el complejo fue inaugurado el 1 de agosto de 2021 como residencia San Gabriel, en el que se formarán a exreclusos para rehacer su vida como agricultores y apicultores, así como fontaneros, albañiles y electricistas. El centro está dividido en la planta baja, donde está ubicado el comedor y el baño, la primera planta, donde se encuentra la capilla de San Rafael, en la segunda se encuentra los dormitorios, y en la tercera planta existe un aula de la naturaleza y una terraza con mirador.

## Cultura popular
- El duque de Rivas, Ángel de Saavedra, ubicó varias de las escenas de su obra magna, Don Álvaro o la fuerza del sino, de 1835, en este monasterio.[6]
- A finales de 2012 el equipo del programa de televisión Cuarto milenio grabó algunas psicofonías en el lugar tras las leyendas populares.[7]